# Susanna Gartmayer

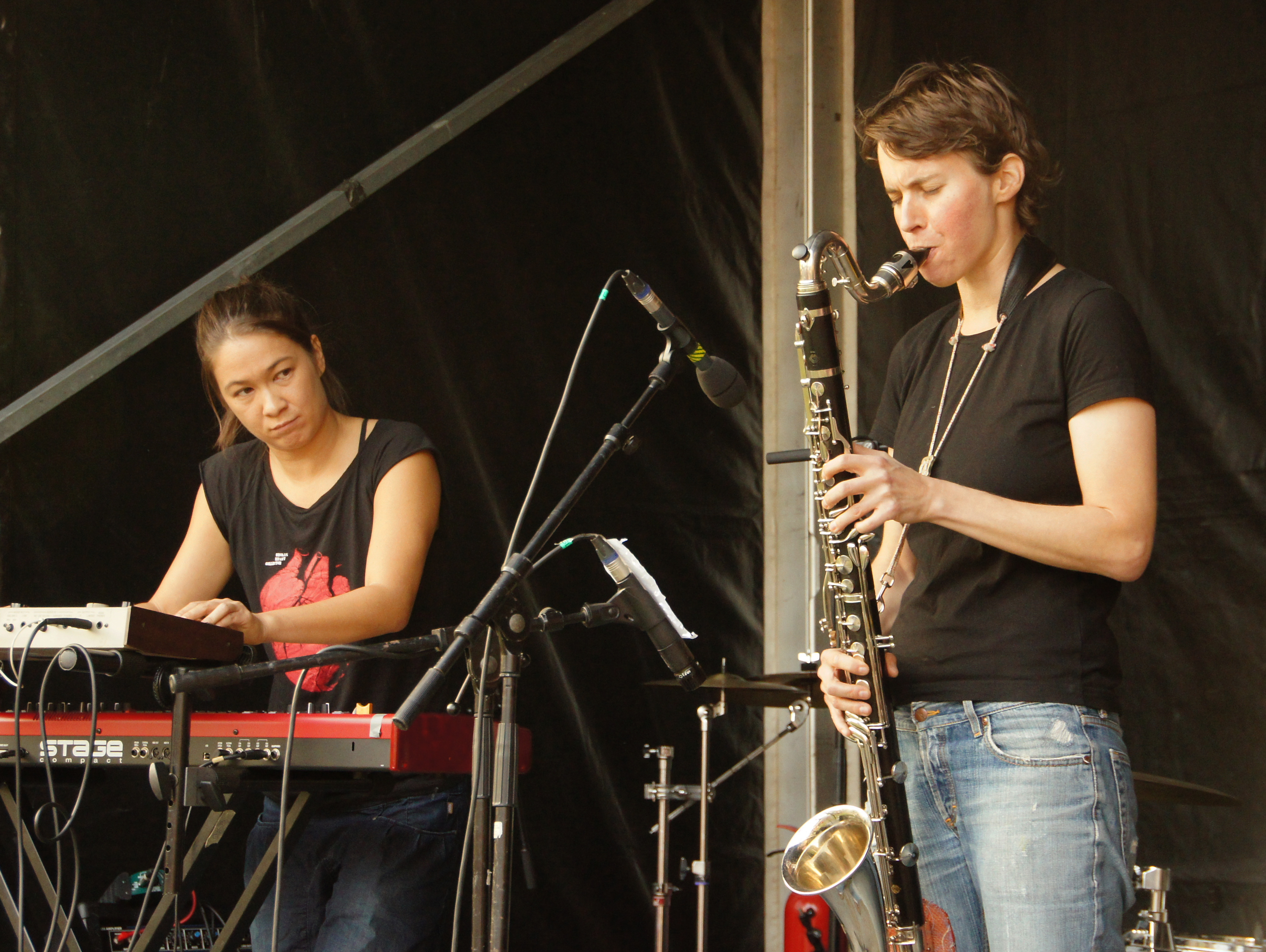
Susanna Gartmayer (rechts) mit Elise Mory 2013 auf dem Wiener Volksstimme Fest

Susanna Gartmayer (* 19. Mai 1975 in Wien) ist eine österreichische Improvisationsmusikerin und Komponistin (Bassklarinette, Kontraaltklarinette).

## Leben und Wirken
Gartmayer lernte als Kind Blockflöte, bevor sie Klavierunterricht erhielt und im Chor sang. Kurzzeitig nahm sie 1990 Saxophonunterricht. 1993 begann sie an der Universität Wien ein Philosophie- und Ethnologiestudium, bevor sie von 1994 bis 2000 an der Akademie der bildenden Künste Wien Malerei und Druckgraphik bei Gunter Damisch studierte (Diplom mit Auszeichnung).
Gartmayer begann ihre Karriere als Musikerin 2002 in der Artrock-Band When Yuppies Go to Hell und im Experimentalkammermusiktrio "Splitter". Sie arbeitet als Bassklarinettistin und Komponistin in den Bereichen experimenteller Rockmusik, multi-idiomatischer Improvisation, zeitgenössischer Musik und Multimedia-Soundperformance. Seit 2004 trat sie mit eigenen Projekten auf. Sie spielt in den Formationen The Vegetable Orchestra (seit 2005), KGB (seit 2007), möström (seit 2010), Aljamosuthovi (seit 2020), Black Burst Sound Generator (seit 2012) und vielen anderen. 
2015 legte Gartmayer zwei Alben vor: das Soloalbum AOUIE – Bass Clarinet Solos, eine „Erforschung der Bassklarinette als polyphones Klanguniversums“, in das sie Spaltklänge, Klappengrooves, Scheppern und ihren Atem einbezieht und das Album we speak whale mit dem Trio möström (gemeinsam mit der Keyboarderin Elise Mory und der DIY Elektronikerin Tamara Wilhelm). Mit Christof Kurzmann bildet sie seit 2018 ein Duo. 2020 folgten drei Alben mit Elektronikern, Smaller Sad und Sadder Forms mit Christof Kurzmann sowie Black Burst Sound Generator mit Brigitta Bödenauer. Gemeinsam mit Maria Frodl, Philipp Kienberger, Mona Matbou Riahi, Andreas Semlitsch, Elias Stemeseder und Alexander Yannilos entstand das Album First Contact. Mit Mark Holub wirkt sie in Anthropods.
Seit 2020 arbeitet sie mit dem Düsseldorfer Elektroniker Stefan Schneider im Duo als So Sner, 2022 veröffentlichten sie ihr Debütalbum Reime und 2024 The Well.

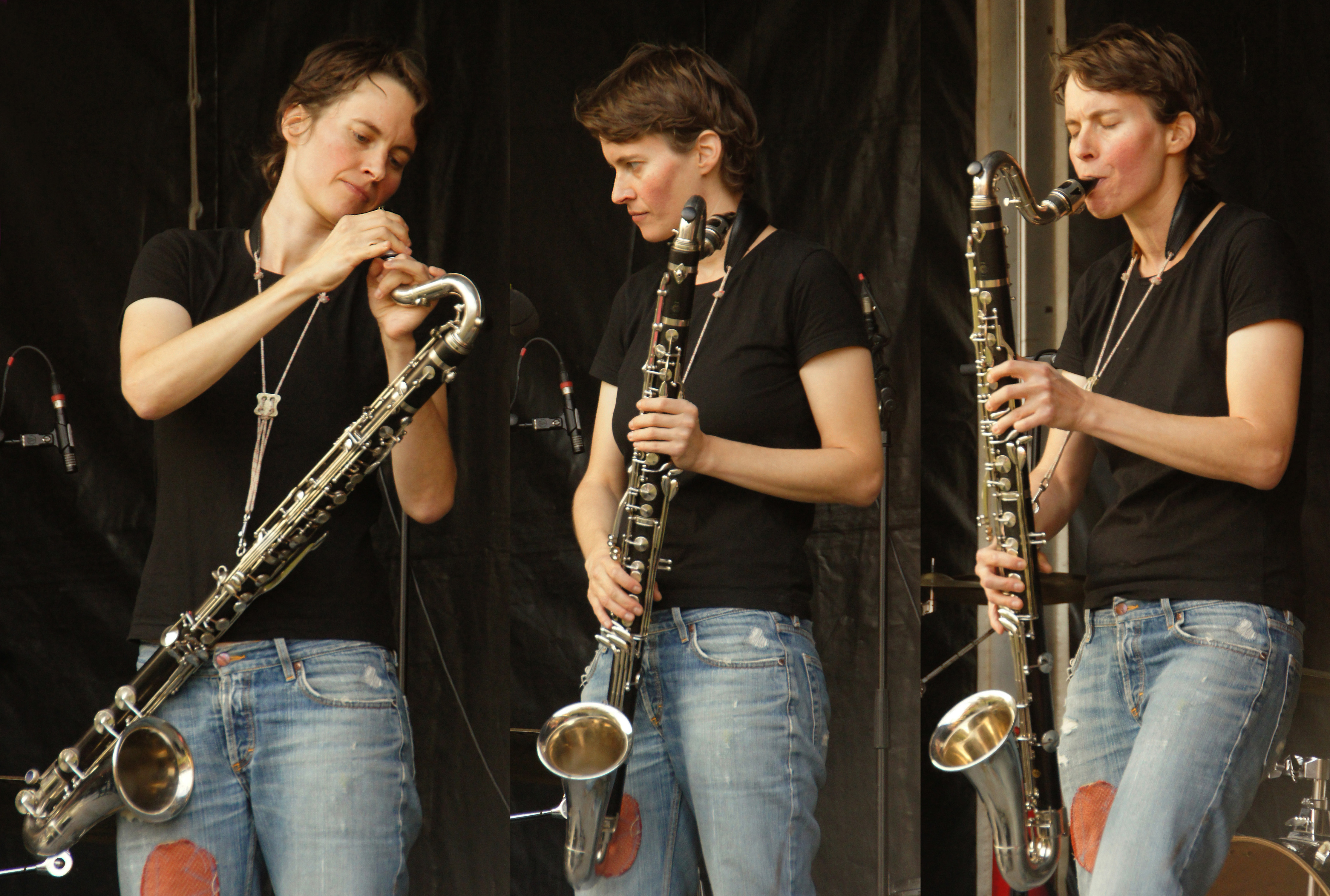
Susanna Gartmayer 2013 (Bildmontage)

## Diskographische Hinweise
- The Vegetable Orchestra: Onionoise (monkey 2010)[18]
- Joëlle Léandre Tentett: Live at the Ulrichsberg Kaleidophon (leorecords 2011)[19]
- broken.heart.collector (2011)[20]
- AOUIE – Bass Clarinet Solos  (2015)[21]
- möström: we speak whale (unrecords 2015)[11]
- Black Burst Sound Generator (moozak 2020)[13]
- Kurzmann/Gartmayer Smaller Sad (Klanggalerie 2020)[22]
- Frodl/Gartmayer/Matbou-Riahi/Kienberger/Semlitsch/Stemeseder/Yannilos: First Contact (Freifeld 2021)[14]
- So Sner: REIME (TAL 2022)[16]
- Anthropods (Discus 2022)[23]
- GBK: Fulufulu Paupepa Paupapa (Klanggalerie 2023)[24]
- Anthropods: Abundand Shores (Klanggalerie 2024)[25]
- So Sner: The Well (TAL 2024)[17]